# Chřibská
Chřibská är en stad i Tjeckien.   Den ligger i distriktet Okres Děčín och regionen Ústí nad Labem, i den norra delen av landet, 90 km norr om huvudstaden Prag. Chřibská ligger 352 meter över havet och antalet invånare är 1 453.
Terrängen runt Chřibská är kuperad söderut, men norrut är den platt.Runt Chřibská är det ganska glesbefolkat, med 48 invånare per kvadratkilometer. Närmaste större samhälle är Česká Lípa, 19,8 km söder om Chřibská. I omgivningarna runt Chřibská växer i huvudsak blandskog.